# 台湾団結連盟靖国神社参拝事件
台湾団結連盟靖国神社参拝事件（たいわんだんけつれんめいやすくにじんじゃさんぱいじけん）は、2005年4月4日に中華民国（台湾）の政党の一つである台湾団結連盟主席の蘇進強ら10人が日本の靖国神社を参拝したことで発生した台湾の政治問題。
蘇進強は連盟の台湾人と台湾の政党としての立場を強調し、太平洋戦争期間中に日本軍に徴兵され戦死した28,000柱の台湾人戦没者と国家のために犠牲になった日本人に敬意を表したと表明した。しかし靖国神社はA級戦犯が合祀されている宗教施設であり、その立場を巡って靖国問題と広く呼ばれる諸問題が存在する。特に中華民国は直接戦火を交えた国である事もあり大きな論争を引き起こした。
蘇らの参拝は、主に台湾国内では泛藍陣営の政治家や無所属の立法委員である李敖、高金素梅、そして泛緑陣営の政治家からも批判された。中国の国務院台湾事務弁公室からも参拝へ痛烈な批判がなされた他、東アジア・東南アジアの華僑の間でも抗議の声が上がった。しかし当時の台湾の与党・民主進歩党などからは支持する意見も出され、台湾世論でも一部「台湾人日本兵は台湾の歴史の1ページであり、参拝は尊重されるべき」との意見も出された。

## 歴史背景

### 台湾人日本兵
1941年12月、太平洋戦争勃発するとそれまで台湾人に対し徴兵制を適用しなかった日本政府であるが、その政策に次第に変化が現れ、1942年4月からは陸軍特別志願兵制度が適用され、6,000人の陸軍特別志願兵が翌年入営した。ミッドウェイ海戦で敗北した日本軍は更に海軍特別志願兵制度を実施、1944年7月には海軍特別志願兵11,000人が入営している。更なる悪化に伴いその2ヵ月後には台湾での徴兵制を実施、多くの青年が日本軍に参加していた。
終戦までに日本軍に徴兵された台湾人は8万人を越え、徴用された軍属は126,700名に達した、また学徒出陣による徴兵もあり、太平洋戦争における軍人・軍属の死者は3万名に及んだ。

## 靖国神社参拝
2005年4月2日、台湾団結連盟主席の蘇進強は立法委員の何敏豪及び台連職員など9人と共に日本を訪問、日台安全保障セミナーに参加、台連日本支部を訪問したほか、4月4日に靖国神社を訪問した。蘇進強には台連日本支部長の林建良をはじめ日本支部のメンバーが参加し、靖国神社では南部利昭宮司が出迎え、1時間あまりをかけて本殿に昇殿参拝を行った。台連によれば、1978年のA級戦犯合祀以降、台湾の政党代表が靖国神社に参拝したのは初めてという。
参拝後の記者会見で蘇進強は軍国主義を認めたわけではなく、台湾の立場、台湾の政党の立場で日本のために犠牲となった軍人に敬意を表し、台湾人として靖国神社に祭られている台湾人の御霊に敬意を表したと説明している。

## 事件の影響
2005年4月4日午前、外省人と台湾原住民の混血であり、無党派立法委員である高金素梅はこの靖国神社参拝に対し台連中央本部に対し痛烈な抗議を行った。高金素梅は日本軍の兵士が日本刀を持ち台湾原住民を斬首した写真と、日本軍の台湾における蛮行を紹介した『血泪抗日50年』を持参し、清明節前に日本軍国主義の象徴であり、台湾人及び原住民を虐殺した軍人を祀る靖国神社参拝を行う意図を糾弾している。
また高金素梅は4月5日に原住民に呼びかけ、午後6時半に蘇進強が帰国した際に空港で蘇進強を取り囲み生卵を投げつけて抗議している。この行動は原住民の歓心を買い選挙票を集めるものだとして一部から批判されている。更に後日、高金素梅は原住民と集団で日本に向かい高砂義勇隊の位牌を回収すると行動に出ているが、この行動は彼らが神道に対して理解が不足していることを露呈した。神社に存在していない位牌の回収を目的としており、また日本の警察も混乱を未然に防止するためにこの行動を阻止している。
高金素梅以外にも台連の靖国神社参拝は台湾の政党及び政治家の論争を巻き起こし、敵対する泛藍連盟が痛烈な批判を加えたほか、同じ泛緑連盟に属する民進党でも賛否両論となった。
また台連の精神的指導者である李登輝が事前に参拝を知っていたのではないかと疑惑もあったが、台湾民視電視台の取材を受けた李登輝は事前の情報を否定している。しかし李登輝は蘇進強が戦死した台湾人日本兵を参拝すること自体が台湾人が台湾人に行う行為であり問題がないとの見解を示している。
これら各方面の論評に対し、蘇進強は4月9日に正式に下記の声明を発表した。
太平洋戦争中、日本の植民地支配を受けた台湾人と大多数の日本国民は軍国主義の被害者であり、我々は日本国民全体及び徴兵され異郷で戦死した台湾の英霊全体を軍国主義の手先とみなすことはできない。我が党は上述の人道的な立場に基づき靖国神社を参拝し、英霊を慰霊した。遺憾ながら日本の政治家と親中マスコミが北京政府の観点からこれを是とせず、ただ極めて激しく言論の暴力を振るい、靖国神社が何であるかを見失っている。また蔣介石政権時代、1950年に招聘したA級戦犯岡村寧次が中華民国国軍創設に協力したほか、同じくA級戦犯に名を連ねた岸信介総理は日本と台湾の友好関係を構築し、1956年には谷正綱と立法院院長の張道藩が参拝し、世界平和の指導者ダライ・ラマ14世も2度、その他外国要人の参拝は数え切れない。それらは日本の軍国主義に参拝したのであろうか？台連及び私が譴責を受けるのであれば、上述の人々はいかにすべきなのであろう？

## 台湾国内の反応

### 参拝賛成
行政院スポークスマンの卓榮泰は、「参拝の目的は純粋に台湾英霊の参拝であり、行政院はこれを奨励しないが理解できる」と述べた。教育部長である杜正勝は台連の靖国神社参拝を容認する発言を行っている。杜正勝は4月6日に立法院教育委員会での台連立委羅志明からの今回の参拝が引き起こした論争についての質問を受け、「台湾人日本兵は当時積極的、消極的にしろ日本国民であったために太平洋戦争に投入されその生命を犠牲にした。日本政府は犠牲になった人々に対し祭祀を行うことができる。ただし台湾人の観点からすると、これらの我々同胞は聞くところによると2万8千名おり、我々は中国戦線或いは太平洋戦線で犠牲になったにかかわらず台湾同胞に対し哀悼の念を表すことは個人的には当然のことである」と回答している。
また少なからずのマスコミが台連の靖国神社参拝に理解を示している。評論家の江春男は「台湾人の歴史の経験は中国のものと異なり、中国で抗日運動が行われた際に少なからずの台湾人が日本軍に参加し中国人を攻撃している。そして後に南洋で日本皇軍に変わり戦闘に加わっている。彼らは徴兵されたといえども、しかしこれは一つの歴史的事実である。ただ国民党時代になり皆が台湾と中国が同じ歴史観を有しているふりをしているに過ぎない」と述べている。
この外、今回の靖国神社参拝と同年3月末に国民党副主席である江丙坤が中国の広州市を訪問し、黄花崗烈士を参拝した行為と比較し、一部マスコミにはこれらの二つの参拝事件を報道する際にダブルスタンダードがあると指摘する声もある。台湾教授協会前副秘書長で中原大学教授の李欣芬は「台湾は日本の植民地であり、前世紀には台湾の青年が徴兵され戦場に赴いている。現在28,000柱の台湾人の英霊が靖国神社に合祀されており、蘇進強が台連メンバーを率いて参拝したことは台湾人が台湾人を参拝したに過ぎず問題にならない」と述べ、更に「江丙坤は何故中国に朝貢し国民党と共産党の間の仇恨を克服できても、蘇進強が靖国神社に赴き台湾人の英霊に参拝することは許されないのはなぜか？親中マスコミによるダブルスタンダードではないのか」と痛烈に批判している。

### 中立
民進党立法院党団書記長の陳景峻は「政府はこの問題を重視し、靖国神社の28,000柱の台湾人日本兵の位牌を台湾に帰還させ死者の安息を図るべきである」と述べている（ただし、靖国神社には位牌は存在していない）。
同じく民進党幹事長の頼清徳は現在の国際情勢を考慮すると日台は友好的な関係にある。しかし台湾人が過去の日本の台湾統治に対し多くの不愉快な記憶があり、国内の政治家が靖国神社に参拝するのであれば、対外的にその動機と目的を説明しなければ、台湾内部での対立を激化するものであると述べている。

### 参拝反対
中国国民党では、副主席・馬英九が「太平洋戦争において台湾人日本兵は不義の戦争への参加を迫られた。統一派、独立派にかかわらず参拝すべきでなく、台連は謝罪すべきである」と批判している。同党スポークスマンの張榮恭も、「靖国神社は日本軍国主義の象徴であり、政党代表としての参拝は不適切」と批判した。
また親民党主席の宋楚瑜も「当時の台湾は日本の植民地であり、台湾人日本兵は侵略戦争に参加し、台湾防衛に参加したわけではない。台連は今回の行為で台湾人の尊厳に衝撃を与えた。台連は台湾のためにをスローガンにしているが、実際は台湾人を貶める行為である」としている。
マスコミでは『東森新聞報』は「台連は台湾のためにをスローガンに、台湾人の立場より発言しているが、台湾人が日本植民地時代に受けた屈辱と迫害を淡化し、日本軍の威圧のもとに犠牲になった台湾人軍属を英雄化するものであると同時に現在もなお太平洋戦争の侵略行為に全く反省の態度をとらない日本人を暗黙のうちに認めるものである。靖国神社には日本人の栄光と台湾人の恥辱しか存在しない。靖国神社参拝を支援することは日本人の立場で台湾人の尊厳を踏みにじることでしかない」との論説を発表している。

## 影響
台湾においては憲法で思想の自由、言論の自由が確立されており、また自由な言論環境にあることからも、中国や韓国のように靖国神社参拝に関しての統一的な世論は形成されていない。外省人と本省人の違い、更には参拝問題が台湾内部の政争に利用されたとの冷めた世論もあり、関心が大きく高まることもなく現在に至っている。